# Lista över tyska kungar
Detta är en lista över kungar av Östfrankiska riket, och efterföljande kungar över Tysk-romerska riket. 
De kungar som tagit med har utsetts till kungar av en majoritet av de tyska kurfurstarna vid något tillfälle. I flera fall har motkungar eller rivaliserande kungar utsetts, se listan nedan. Från och med Henrik Fågelfängaren har de tyska kungarna även haft pretation på att krönas som romerska kejsare, men endast en del av dem har verkligen blivit krönta som sådana. En del som vunnit kontroll över hela den dåvarande tyska delen av riket, och ibland också delar av Italien, har däremot ofta titulerat sig som sådana.
| Regeringstid                                     | Namn                           | Levnadstid |
| Östfrankiska riket                               |                                |            |
| 843–876                                          | Ludvig II, Ludvig den tyske    | 804–876    |
| 876–882                                          | Ludvig III, Ludvig den yngre   | ca 830–882 |
| 876–880                                          | Karloman                       | ca 830–880 |
| 876–887 (kejsare 881–888)                        | Karl den tjocke                | ca 839–888 |
| 887–899 (kejsare 896–899)                        | Arnulf av Kärnten              | 850–899    |
| 899–911                                          | Ludvig barnet                  | 893–911    |
| 911–918                                          | Konrad I                       | ca 890–918 |
| 919–936                                          | Henrik Fågelfängaren           | 876–936    |
| rivaliserande kung 919–921                       | Arnulf den Onde                | 898–936    |
| Tysk-romerska riket 962–1806                     |                                |            |
| Romerska kejsare och tyska kungar                |                                |            |
| 936–973 (kejsare 962–973)                        | Otto I Otto den store          | 912–973    |
| 973–983 (kejsare 967–983)                        | Otto II                        | 955–983    |
| 983–1002 (kejsare 996–1002)                      | Otto III                       | 980–1002   |
| 1002–1024 (kejsare 1014–1024)                    | Henrik II                      | 973–1024   |
| 1024–1039                                        | Konrad II                      | 1027–1039  |
| 1039–1056                                        | Henrik III                     | 1017–1056  |
| 1084–1105                                        | Henrik IV                      | 1050–1106  |
| rivaliserande kung 1077–1080                     | Rudolf av Kärnthen             |            |
| rivaliserande kung 1081–1088                     | Herman av Salm                 |            |
| rivaliserande kung 1087–1101                     | Konrad II av Italien           |            |
| 1099–1125                                        | Henrik V                       | 1086–1125  |
| 1125–1137                                        | Lothar II av Supplinburg       | 1075–1137  |
| 1138–1152                                        | Konrad III                     | 1093–1152  |
| rivaliserande kung 1147–1150                     | Henrik Berengar                |            |
| 1152–1190                                        | Fredrik Barbarossa             | 1123–1190  |
| 1190–1197                                        | Henrik VI                      | 1165–1197  |
| (rivaliserande kung 1198–1208)                   | Filip av Schwaben              | 1177–1208  |
| (rivaliserande kung 1198–1208) kejsare 1209–1215 | Otto IV                        | 1175–1218  |
| 1215–1250 (kejsare från 1220 )                   | Fredrik II                     | 1194–1250  |
| (rivaliserande kung 1220–1235)                   | Henrik VII av Tyskland         |            |
| (rivaliserande kung 1247–1248)                   | Henrik Raspe                   | 1204–1247  |
| (rivaliserande kung 1247–1256)                   | Vilhelm II av Holland          | 1247–1256  |
| 1250–1254                                        | Konrad IV                      | 1228–1254  |
| 1257–1272 (vald men ej erkänd)                   | Rikard av Cornwall             | 1209–1272  |
| 1257–1274 (vald men ej erkänd)                   | Alfons X av Kastilien          | 1221–1284  |
| 1273–1291                                        | Rudolf I av Habsburg           | 1218–1291  |
| 1291–1298                                        | Adolf av Nassau (tysk kung)    | 1255–1298  |
| 1298–1308                                        | Albrekt I av Habsburg          | 1255–1308  |
| 1308–1313                                        | Henrik VII av Luxemburg        | 1278–1313  |
| 1314–1347                                        | Ludvig IV av Bayern            | 1282–1347  |
| 1314–1322                                        | Fredrik den sköne av Österrike | 1289–1330  |
| 1346–1378 (kejsare från 1355)                    | Karl IV                        | 1316–1378  |
| rivaliserande kung 1349                          | Günther av Schwartzburg        |            |
| 1378–1400                                        | Wencel IV                      | 1361–1419  |
| 1400–1410                                        | Ruprecht III av Pfalz          | 1352–1410  |
| 1410–1411                                        | Jobst av Mähren                | 1351–1411  |
| 1411–1437                                        | Sigismund av Ungern            | 1368–1437  |
| Huset Habsburg                                   |                                |            |
| 1438–1439                                        | Albrekt II                     | 1397–1439  |
| 1440–1493                                        | Fredrik III                    | 1415–1493  |
| 1493–1519                                        | Maximilian I                   | 1459–1519  |